# Севастополь (футбольный клуб, 2014)
«Севастополь» — футбольный клуб из одноимённого города, выступающий в дивизионе «Б» второй лиги России. Домашние матчи проводит в спорткомплексе «Севастополь».
Создан после аннексии Крыма Россией в 2014 году на основе выступавшего в первенствах Украины футбольного клуба «Севастополь», который юридически прекратил своё существование и подал заявку на получение российской лицензии с новым названием СКЧФ (Спортивный клуб Черноморского флота, Севастополь).
В сезоне 2014/15 пересозданный клуб был включён в состав первенства второго дивизиона России. Летне-осеннюю часть турнира второго дивизиона 2014/15 СКЧФ завершил на 10-м месте среди 11 команд 1 группы зоны «Юг». С 1 января 2015 года, в соответствии с постановлением исполнительного комитета УЕФА от 4 декабря 2014 года, клубу запрещено участвовать в соревнованиях Российского футбольного союза.
В весенней части 2015 года клуб участвовал во Всекрымском турнире с участием 20 команд по 10 в подгруппах «А» и «В» под руководством РФФК, в котором стал победителем.
В июле 2016 года клуб был переименован в ФК «Севастополь».
1 июня 2023 года получил аттестат для участия в первенстве России среди команд Второй лиги Дивизиона «Б» 2023 года.

## История
В 2002—2014 годах, вплоть до аннексии Крыма Россией, в Севастополе существовал выступавший в первенствах Украины футбольный клуб «Севастополь», генеральным спонсором которого многие годы выступала компания «Смарт-Холдинг», во главе с Вадимом Новинским. После аннексии Крыма в руководстве клуба произошёл раскол. Руководство «Смарт-Холдинга», фактического хозяина клуба, выступало за участие ФК «Севастополь» в сезоне 2014/15 годов в Премьер-лиге чемпионата Украины. Президент же и основатель севастопольского клуба Александр Красильников хотел интегрировать футбольный клуб полуострова в чемпионат России. В связи с этим Красильников подал в отставку с поста президента клуба. Кроме того, футбольный клуб «Севастополь», являвшийся украинским юридическим лицом, не мог играть под юрисдикцией РФС. С учётом рекомендаций ФИФА и УЕФА, во избежание юридических проблем при вхождении в РФС в Севастополе необходимо было организовать новое российское юридическое лицо, которое никогда прежде не было под юрисдикцией ФФУ.
3 июня 2014 года Александр Красильников заявил о создании нового клуба:
В городе создан новый клуб как новое юридическое лицо — СКЧФ, который готов участвовать в чемпионате России. То есть речь идёт не о прежнем «Севастополе», а о новом клубе. У нас российский учредитель. Мы подали все документы, но не как украинский, а как уже российский коллектив под другим названием. Мы по-прежнему будем базироваться в Севастополе — так как это часть России.
29 июля 2014 года СКЧФ провёл первый в истории матч. В контрольной игре команда сыграла вничью с ялтинской «Жемчужиной» 1:1. Действиями игроков руководил тренер Сергей Диев. «Жемчужина» открыла счёт на 67-й минуте. На 89-й СКЧФ ответил мячом Максима Назарова, ставшего автором первого гола в истории клуба. В первом матче в составе СКЧФ играли: Науменко, Узбек, Колесник, Чарковский, Яблонский, Д. Шевчук (Штефан, 70), Шишкин, Гудзикевич (капитан), Жабокрицкий (Богданов, 46), Мироненко (Назаров, 77), Тудаков.
31 июля 2014 года исполком Российского футбольного союза допустил, а 8 августа утвердил футбольный клуб СКЧФ среди участников всероссийских соревнований по футболу среди клубов второго дивизиона ПФЛ, зона «Юг».

### Сезон 2014/15

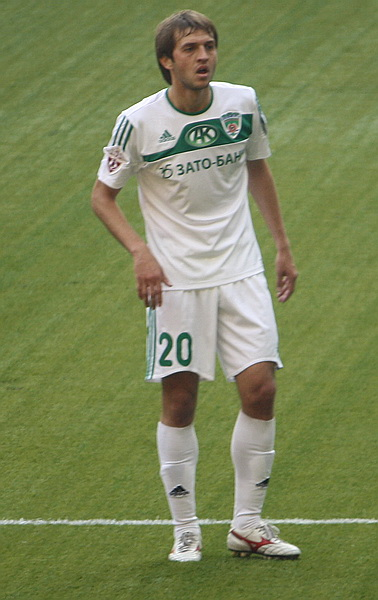
Андрей Кобенко — автор первого гола СКЧФ в официальных матчах

12 августа 2014 года СКЧФ прошёл процедуру заявки футболистов для участия в чемпионате России. За клуб было заявлено 15 человек, среди которых не было ни одного крымчанина. Так как ФИФА не зарегистрировала клуб в системе регистрации трансферов, СКЧФ не мог заключать контракты с футболистами, у которых трансферные сертификаты находились в других странах. Состав был собран из игроков, выступавших в последнее время в чемпионате России. Все украинские футболисты клуба позже были заявлены за «СКЧФ Севастополь-2» в чемпионат Крыма.

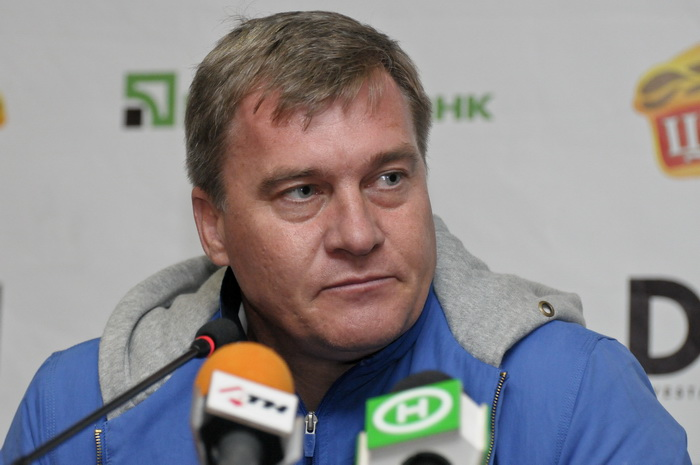
Олег Лещинский

В этот же день СКЧФ провёл первый официальный матч. В рамках 1/256 финала Кубка России в Симферополе на стадионе «Локомотив» севастопольцы победили местный ТСК со счётом 2:0. Первый гол в игре на 31-й минуте с пенальти забил Андрей Кобенко. 20 августа СКЧФ дебютировал в чемпионате России. В рамках третьего тура второй лиги зоны «Юг» севастопольцы вновь встретились с соседями из ТСК. Матч, состоявшийся в Севастополе, завершился поражением хозяев поля со счётом 0:2. В сентябре 2014 года главный тренер команды Сергей Диев перенёс инсульт, после чего проходил процесс восстановления и реабилитации. Во время его отсутствия обязанности главного тренера команды исполнял Олег Лещинский. 24 ноября в последнем матче календарного года СКЧФ уступил новороссийскому «Черноморцу» и на зимние каникулы ушёл на десятом месте.
4 декабря на заседании исполнительного комитета УЕФА было принято решение о запрете с 1 января 2015 года крымским клубам, одним из которых являлся и СКЧФ, принимать участие в соревнованиях, организуемых РФС. В ответ на это решение болельщики севастопольского клуба выступили с инициативой проведения акции, направленной на поддержку севастопольского и крымского футбола. 14 декабря в рамках этой акции был организован «Матч дружбы», в котором сборной Севастополя противостояла сборная Крыма. Основное время игры завершилось со счётом 2:2. В серии пенальти со счётом 4:3 победу одержала сборная команда Севастополя.
В марте 2015 года севастопольский клуб подал заявку для участия в Кубке Крыма-2015.
7 марта 2015 года «СКЧФ Севастополь» провёл первый матч 1/8 финала Кубка Крыма-2015 против ФК «Таврия». А 14 марта состоялась ответная встреча. Оба матча завершились с одинаковым счётом 1:0 в пользу «Таврии».
18 апреля 2015 года «СКЧФ Севастополь» провёл первый матч Всекрымского турнира против «СКЧФ Севастополь»-2. Результат — 8:0 в пользу основного состава команды.
28 июня 2015 года состоялся финальный матч Всекрымского турнира между «СКЧФ Севастополь» и победителем подгруппы «Б» ФК «Гвардеец» (пгт. Гвардейское). Матч завершился со счётом 6:2.

## Символика

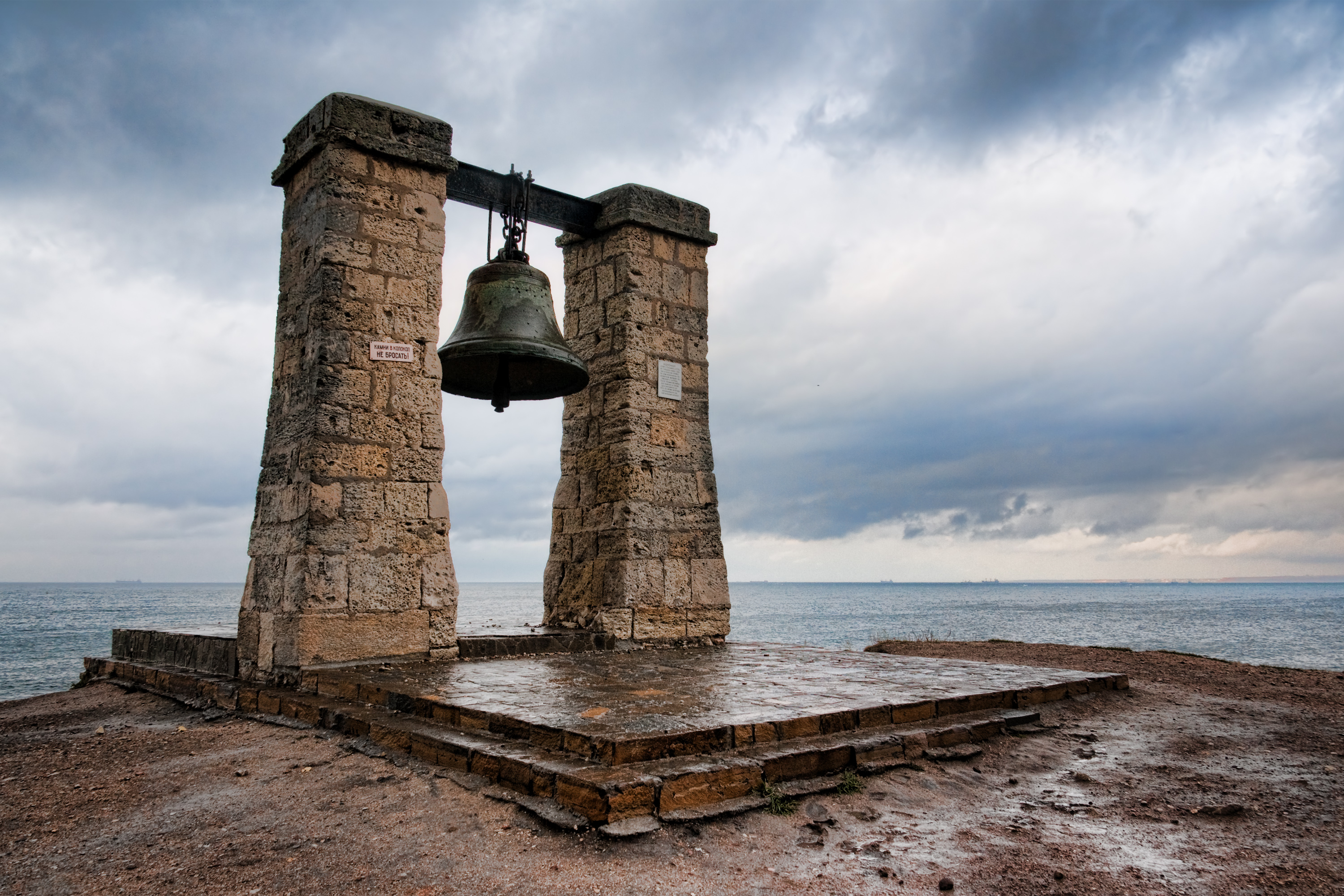
Колокол в Херсонесе

На эмблеме образца 2014 года, схожей с эмблемой украинского клуба, был изображён херсонесский Туманный колокол, вписанный в круг с футбольным мячом и бело-синей полосой в левой части. В 2016 году эмблема была изменена — теперь на ней изображён герб города, вписанный в круг с футбольным мячом и бело-светло-сине-красной лентой.
Гимном клуба является песня «Легендарный Севастополь», написанная на музыку Вано Мурадели и слова Петра Градова, которая также является и гимном города Севастополя.

## Достижения

### Национальные турниры
Премьер-лига КФС:
- Чемпион (4): 2016/17, 2018/19, 2020/21, 2022
- Серебряный призёр (3): 2015/16, 2017/18, 2021/22
- Бронзовый призёр: 2019/20

Кубок КФС:
- Обладатель: 2018/19
- Финалист (2): 2015/16, 2017/18

Суперкубок КФС:
- Обладатель (3): 2017, 2021, 2023
- Финалист: 2019

Всекрымский Турнир:
- Победитель: 2015

## История выступлений
| Сезон   | Лига | Лига                                       | Лига                    | Лига | Лига | Лига | Лига | Лига | Лига | Лига | Лига                     | Кубок России Кубок КФС | Примечания                  |
| Сезон   | У    | Дивизион                                   | Место                   | И    | В    | Н    | П    | МЗ   | МП   | О    | Бомбардир                | Кубок России Кубок КФС | Примечания                  |
| ------- | ---- | ------------------------------------------ | ----------------------- | ---- | ---- | ---- | ---- | ---- | ---- | ---- | ------------------------ | ---------------------- | --------------------------- |
| 2014/15 | 3    | Первенство ПФЛ, зона «Юг», 1 группа        | результаты аннулированы | 17   | 3    | 5    | 9    | 10   | 23   | 14   | Кобенко (3)              | 1/32 финала            | [ 32 ] [ 33 ] [ 34 ] [ 35 ] |
| 2015    |      | Всекрымский турнир                         | 1                       | 10   | 10   | 0    | 0    | 58   | 8    | 30   | Жабокрицкий (15)         |                        |                             |
| 2015/16 | 1    | Премьер-лига КФС                           | 2                       | 28   | 15   | 9    | 4    | 53   | 25   | 54   | Плешаков (10)            | Финалист               |                             |
| 2016/17 | 1    | Премьер-лига КФС                           | 1                       | 28   | 18   | 4    | 6    | 65   | 37   | 58   | Прокопенко (14)          | 1/2 финала             |                             |
| 2017/18 | 1    | Премьер-лига КФС                           | 2                       | 28   | 16   | 8    | 4    | 62   | 33   | 56   | Османов (14)             | Финалист               | Обладатель Суперкубка       |
| 2018/19 | 1    | Премьер-лига КФС                           | 1                       | 28   | 15   | 7    | 6    | 54   | 32   | 52   | Османов (17)             | Победитель             |                             |
| 2019/20 | 1    | Премьер-лига КФС                           | 3                       | 28   | 14   | 5    | 9    | 60   | 44   | 47   | Рогованов (7)            | 1/2 финала             | Финалист Суперкубка         |
| 2020/21 | 1    | Премьер-лига КФС                           | 1                       | 28   | 20   | 4    | 4    | 63   | 23   | 64   | Айметдинов (19)          | 1/2 финала             |                             |
| 2021/22 | 1    | Премьер-лига КФС                           | 2                       | 28   | 21   | 2    | 5    | 66   | 22   | 65   | Цой (7)                  | 1/4 финала             | Обладатель Суперкубка       |
| 2022    | 1    | Премьер-лига КФС                           | 1                       | 14   | 13   | 1    | 0    | 46   | 13   | 40   | Супрун (7)               | 1/2 финала             |                             |
| 2023    | 1    | Премьер-лига КФС                           | переход во Вторую лигу  | 14   | 7    | 5    | 2    | 24   | 11   | 26   | Мироненко (5) Супрун (5) |                        | Обладатель Суперкубка       |
| 2023    | 4    | Вторая лига России, Дивизион «Б», Группа 1 | 7                       | 20   | 11   | 5    | 4    | 24   | 16   | 38   | Османов (6)              |                        |                             |
| 2024    | 4    | Вторая лига России, Дивизион «Б», Группа 1 | 6                       | 32   | 17   | 7    | 8    | 47   | 30   | 58   | Османов (9)              |                        |                             |

### Крупнейшие победы и поражения
Победы:
- Севастополь — Динамо (Саки) — 14:3 (2015)
- Севастополь — Кафа (Феодосия) — 8:2 (2017/18)
- Севастополь — Фаворит-ВД Кафа (Феодосия) — 8:0 (2020/21)
- Спартак-Нальчик — Севастополь — 0:4 (2023)

Поражения:
- Севастополь — Евпатория — 1:5 (2017/18)
- Кубань Холдинг — Севастополь — 7:0 (2023)

## Стадион

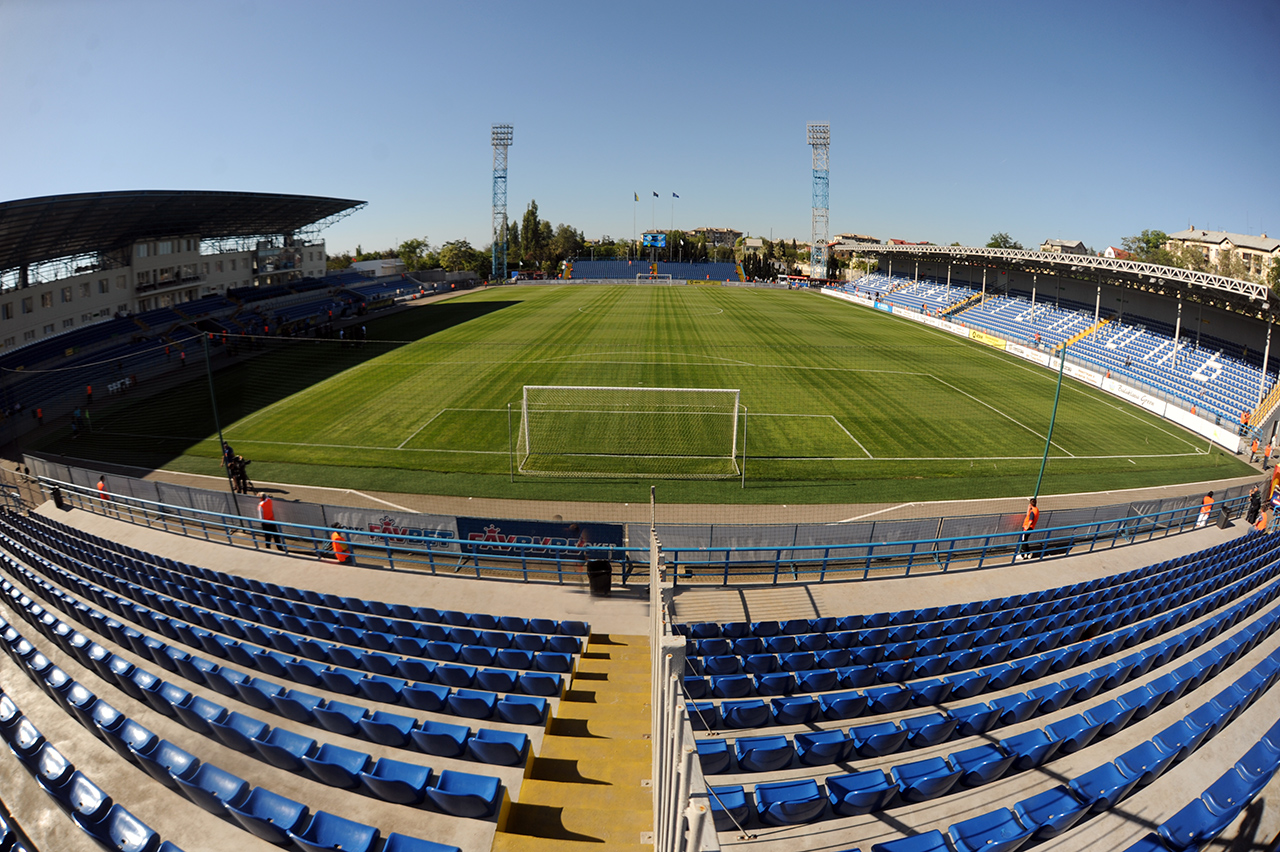
СК «Севастополь»

Свои домашние матчи «Севастополь» проводит на поле СОК «Севастополь», вместимость трибун которого составляет 5 703 мест. Стадион был открыт в августе 2011 года после полной реконструкции. От старого стадиона осталось лишь расположение и общий фундамент. Вместимость арены до реконструкции составляла 1 390 человек.

## Главные тренеры
- Сергей Диев (2014—2015)
- Олег Лещинский (2015—2016)
- Алексей Грачёв (2016—2018)
- Андрей Добрянский (2018)
- Станислав Гудзикевич (2018—2020)
- Олег Лещинский (2020—2022)
- Станислав Гудзикевич (2022—н. в.)

## Состав
| 88 | Флаг России | Вр  | Ростислав Тыщенко   | 2004 |  |  |  |  |  |
| 97 | Флаг России | Вр  | Рамзан Мутусханов   | 2001 |  |  |  |  |  |
|    |             |     |                     |      |  |  |  |  |  |
| 3  | Флаг России | Защ | Валерий Ганус       | 1998 |  |  |  |  |  |
| 11 | Флаг России | Защ | Владислав Гевлич    | 1994 |  |  |  |  |  |
| 20 | Флаг России | Защ | Гриша Меликян       | 2003 |  |  |  |  |  |
| 21 | Флаг России | Защ | Андрей Иванов       | 1994 |  |  |  |  |  |
| 33 | Флаг России | Защ | Роман Климентовский | 1989 |  |  |  |  |  |
| 37 | Флаг России | Защ | Лев Потапов         | 1989 |  |  |  |  |  |
|    |             |     |                     |      |  |  |  |  |  |
| 7  | Флаг России | ПЗ  | Виталий Мироненко   | 1996 |  |  |  |  |  |
| 9  | Флаг России | ПЗ  | Руслан Рзаев        | 1998 |  |  |  |  |  |
| 10 | Флаг России | ПЗ  | Дмитрий Зеленкевич  | 1991 |  |  |  |  |  |

| 17 | Флаг России | ПЗ  | Максим Супрун       | 1999 |  |  |  |  |  |
| 18 | Флаг России | ПЗ  | Борис Белый         | 2004 |  |  |  |  |  |
| 22 | Флаг России | ПЗ  | Александр Оболенцев | 1997 |  |  |  |  |  |
| 58 | Флаг России | ПЗ  | Денис Кравченко     | 2002 |  |  |  |  |  |
| 77 | Флаг России | ПЗ  | Александр Смирнов   | 2000 |  |  |  |  |  |
| 81 | Флаг России | ПЗ  | Александр Хватаев   | 2002 |  |  |  |  |  |
| 82 | Флаг России | ПЗ  | Богдан Красилов     | 2005 |  |  |  |  |  |
|    |             |     |                     |      |  |  |  |  |  |
| 8  | Флаг России | Нап | Редван Османов      | 1993 |  |  |  |  |  |
| 14 | Флаг России | Нап | Илья Зинченко       | 1999 |  |  |  |  |  |
| 79 | Флаг России | Нап | Дмитрий Иванов      | 1998 |  |  |  |  |  |
| 95 | Флаг России | Нап | Халим Юнусов        | 1997 |  |  |  |  |  |